# Броненосни крайцери тип „Асама“
Асама (на японски: 浅間型装甲巡洋艦) са серия броненосни крайцери на Японския имперски флот. Името на главния кораб на проекта идва от вулкана Асама в централната част на остров Хоншу. Проектирани са във Великобритания и представляват усъвършенствана версия на чилийския крайцер „О’Хигинс“. В периода 1896 – 1899 г. на стапелите на фирмата „Армстронг“ са построени и двата кораба от този тип. Те имат активно участие в Руско-японската война, в това число и в Цушимското сражение, където и двата кораба получават повреди. След това участват в Първата световна война. След нея „Асама“ е преоборудван в учебно-тренировъчен кораб в 1921 г. и като плаваща казарма по-късно до 1945 г. „Токива“ бил преправен на минен заградител през 1922 г. и като такъв участва във Втората световна война, потопен е след получени повреди от авиационно нападение на 9 август 1945 година.

## Конструкция
Проектът е създаден от сър Филип Уотс.
За разлика от броненосните крайцери на останалите държави, които следвало да пречат на търговията и да водят далечно разузнаване задачата на този проект е преди всичко ескадрен бой, заедно с основните сили на флота – броненосците.
Имат гладкопалубен корпус с неголяма седловатост и незначително извити бордове в средата на корпуса, строен е от мека корабна сименс-мартенова стомана и смесена система за набор на корпуса.

### Брониране
Крайцерите имат харви-никелово брониране. „Асама“ и „Токива“ имат рекордните за всички японски кораби (включая и всички броненосци), показатели за абсолютна и относителна дължина на бронирания пояс – 86,5 м (цели 66,5% от дължината на ВЛ) са прикрити от плочите с дебелина 178 мм. Краищата на крайцерите са защитени от пояса по водолинията с дебелина 88 – 89 мм плюс карапасните скосове с 51 – 63 мм дебелина.
Дължината и дебелината на горния пояс са по-скромни – 65,2 м.
Кулите и барбетите на ГК на крайцерите имат защита от 152 мм, а при японските броненосци кулите на ГК са защитени от броня 203 – 254, а барбетите им имат до 356 мм дебелина.

### Въоръжение
Основното въоръжение на „Асама“ са две двуоръдейни кули, на носа и кърмата, с новите 203 мм/45 оръдия. Те са направени по популярната тогава във Великобритания система на телената конструкция и бутален затвор.
За насочване на кулите се използва хидравличен механизъм и резервни (дублиращи) електрически и ръчен.
Отличителна особеност на корабите са кулите на главния калибър е това, че част (62 снаряда) от техния боекомплект се намира в кулата. Останалите снаряди и всички заряди към тях се намирали под бронираната палуба и се подавали към кулата с общ подемник. За един цикъл той може да вдигне от погребите два снаряда или заряда. Скорострелността им е 3 изстрела в минута, до израсходоването на снарядите в кулите, след което темпа на стрелба спада рязко.

## Представители на проекта
| Име           | Заложен          | Спуснат на вода | Влязъл в строй | История                                                               |
| ------------- | ---------------- | --------------- | -------------- | --------------------------------------------------------------------- |
| „Асама“ 浅間  | 20 октомври 1896 | 22 март 1898    | 18 март 1899   | учебно-тренировъчен кораб от 1921, предаден за скрап 1947             |
| „Токива“ 常盤 | 6 януари 1897    | 6 юли 1898      | 18 май 1899    | минен заградител от 1922, потопен след бомбардировка на 9 август 1945 |